# Назаровка (Казахстан)
Наза́ровка (каз. Назаровка) — село у складі Щербактинського району Павлодарської області Казахстану. Входить до складу Шарбактинського сільського округу.
Населення — 93 особи (2021; 197 у 2009, 400 у 1999, 713 у 1989).
Національний склад станом на 1989 рік:
- росіяни — 43 %
- українці — 23 %